# EXILE LIVE TOUR 2013 "EXILE PRIDE"
『EXILE LIVE TOUR 2013 "EXILE PRIDE"』（エグザイル ライブ ツアー 2013 エグザイル プライド）は、EXILEの8枚目のライブ・ビデオである。2013年10月16日にrhythm zoneから発売。

## 概要
本作は、2013年4月から9月にかけて5都市25公演で約102万人を動員した「EXILE LIVE TOUR 2013 EXILE PRIDE」より、2013年4月28日-5月1日の東京ドーム公演の模様を収録している。
DVD3枚組（特典映像付豪華盤）とDVD2枚組（通常盤）、Blu-ray2枚組（特典映像付豪華盤）とBlu-ray1枚組（通常盤）の4形態でのリリース。特典映像付豪華盤には、ツアードキュメンタリーが収録されたディスクが付属。また全形態の初回盤は、キラキラ・ジャケット仕様となっている。
2014年3月31日には、EXILEのデビュー12周年目にあたる2013年9月27日に東京ドームで行われた同ツアーのファイナル公演を収録した『EXILE LIVE TOUR 2013 "EXILE PRIDE" 9.27 FINAL』が発売された。

## 収録曲

### LIVE本編
1. Opening
2. EXILE PRIDE 〜こんな世界を愛するため〜
3. ALL NIGHT LONG
4. Each Other's Way 〜旅の途中〜
5. Choo Choo TRAIN
6. VICTORY
7. WON'T BE LONG
8. FIREWORKS
9. THINK 'BOUT IT! / THE SECOND from EXILE
10. CLAP YOUR HANDS / THE SECOND from EXILE
11. Ti Amo
12. ふたつの唇
13. MELROSE 〜愛さない約束〜 / EXILE ATSUSHI
14. 一千一秒 / EXILE TAKAHIRO
15. PERFORMER'S PRIDE
16. BALLAD メドレー （ただ…逢いたくて / Your eyes only 〜曖昧なぼくの輪郭〜 / We Will 〜あの場所で〜 / 運命のヒト / もっと強く / One love）
17. 道
18. Sun is rising again
19. Rising Sun
20. I Wish For You
21. Everything
22. SUMMER TIME LOVE
23. 時の描片〜トキノカケラ〜
24. BOW & ARROWS
25. Someday
26. 銀河鉄道999
27. 愛すべき未来へ
28. ENCORE：24karats TRIBE OF GOLD / EXILE TRIBE
29. ENCORE：Love,Dream&Happiness

### 特典映像
1. EXILE LIVE TOUR 2013 "EXILE PRIDE" The Documentary